# 抜毛症
抜毛症（ばつもうしょう、Trichotillomania、トリコチロマニア）とは、正常な毛を引き抜いてしまう癖によって脱毛斑が出現する精神障害。抜毛癖（ばつもうへき）とも呼ばれ、また主に頭髪を引き抜く症例が目立つことから禿頭病（とくとうびょう）とも呼ばれる。DSM-IVやICD-10では、衝動制御の障害に含まれる。本人が全く自覚せずに、無意識のうちに抜いている場合もある。人によっては症状が5、6年経っても治らない人もいる。年齢別・男女比等の統計データ
抜毛症のタイプは、髪の毛を抜毛する感覚を求めて抜いてしまう「焦点化型」と無意識に抜いてしまう「自動化型」の2種類に大別される。
治療法については、「抜毛症#治療」を参照。

## 定義
精神医学的障害の一種である。自傷行為の一つ

## 頻度
一説によると人口の0.5〜2%が抜毛症だとされる。しかし、医者の考えや判断によってこの割合はかなり変化するため、あまり正確な情報ではない。小学生から思春期の女子に多いが、成人も発症する。頻度としては円形脱毛症の10〜20%であるが、抜毛行為自体は学童期の癖としてはかなり多い。また、家庭や学校での人間関係で悩んでいる場合が多い。知能低下はないことが多い。大人しい内向的性格に多いとされる。抜毛症男女比及び年齢別グラフ

## 原因
様々な要素が複合して起こるものとされ、明確な一つの原因はない。かつては、ストレスや不安が主な原因であると考えられていた。しかし、最近では抜毛症は神経細胞と脳のコミュニケーションの一部に支障があるために起こるという説も有力である。ただ、現段階ではいずれの説も推測の域を越えてはいない。

## 症状
脱毛斑は手の届きやすい前頭部に多い。前の方が利き腕側に偏って脱毛し、直線上の脱毛斑になる。毛の太さも正常で抜けやすさはない。毛を食べてしまう食毛症を合併している場合がある。また、頭髪のみならず、眉毛やまつげなどの体毛を抜くこともある。脱毛に因る地肌の傷が出来た際、かさぶたを無理にはがして食べることや、爪噛みをして爪を食べることも、広義においては認められる。

## 治療
よく患児の悩みを聞くとともに、毛を抜くことを怒ったりせず家族や周囲の人々が温かく接することが大事である。症状が強い場合、精神科などでの治療も必要である。認知行動療法と薬物療法が有効であることを示す事例もある。現時点では抜毛症に効果のある薬は開発されていない。効果的な治療法もない為、抜毛症の大きな問題としては何処の病院へ行けば良いのかが不明確である。医療機関ではないが一般社団法人日本抜毛症改善協会では抜毛症改善カウンセラーを育成し独自のプログラムに基づき全国10ヶ所の都市で対応している。
また、先述のようにストレスや不安が原因である場合の治療については、「ストレス管理」「ストレス#対処」や「全般性不安障害#管理」も参照。

### 認知行動療法
刺激制御法を組み合わせたハビットリバーサル法や、それにアクセプタンス&コミットメントセラピー (ACT) または弁証法的行動療法 (DBT) を組み合わせた治療が行われている。
ハビットリバーサル法は、気づきのトレーニング、拮抗反応、ソーシャルサポートの三つの要素で構成されている。
1. 気づきのトレーニング：抜毛行動に関して理解を深め、抜毛行動を始める際に抜きたい気持ちに気がつくようになることを目標とする[6]。
2. 拮抗反応：抜毛行動と同時にはできない別の行動（競合行動）を、患者と治療者で協働して設定する。競合行動としては、たとえば両手を固く握りしめるなど、60～90秒ほど持続できるものが良いとされる[6]。
3. ソーシャルサポート：抜毛行動を行う代わりに競合行動を行うことに対する応援・支援や、競合行動をできたことに対する適切な承認・賞賛を、周囲の者から得られるような環境を整える[6]。

刺激制御法は、一般にハビットリバーサル法と組み合わせて行われる治療法である。環境を調整して抜毛行動の先行刺激を減らすことなどを目的とする。例えば、帽子や手袋を着用することで、抜毛行動への障壁を高め、先行刺激を減弱させることなどが考えられる。

### 薬物療法
N-アセチルシステイン投与で一部に改善が見られたとの報告がある。また、オランザピンの有効性も示されている。